# Paisatge (Martí Alsina)
Paisatge és una pintura sobre cartó feta per Ramon Martí Alsina la segona meitat segle xix conservada a la Biblioteca Museu Víctor Balaguer, amb el número de registre 1665 d'ençà que va ingressar el 1956, formant part de l'anomenat "Llegat 1956"; un conjunt d'obres provinents de la col·lecció Lluís Plandiura- Victòria González.
Representa un paisatge de muntanya amb moltes roques i un home amb barretina al mig. Martí Alsina va fugir de Barcelona per l'epidèmia de còlera (1865) i la febre groga (1870). Es refugia a Terrassa i Olot. Aquest paisatge pot correspondre més a Olot i no pas al Maresme on hi estava tan vinculat.
Al quadre hi ha la inscripció R. Marti (inferior dret) Al darrere: Ramón Martí Alsina/1826-1894-7.